# San Miguel, Spanien
San Miguel är en ort i Spanien.   Den ligger i provinsen Provincia de Santa Cruz de Tenerife och regionen Kanarieöarna, i den sydvästra delen av landet, 1 800 km sydväst om huvudstaden Madrid. San Miguel ligger 601 meter över havet och antalet invånare är 16 179. Den ligger på ön Teneriffa.
Terrängen runt San Miguel är huvudsakligen kuperad, men norrut är den bergig. Terrängen runt San Miguel sluttar söderut.Runt San Miguel är det ganska tätbefolkat, med 129 invånare per kvadratkilometer. Närmaste större samhälle är Arona, 6,3 km väster om San Miguel. Omgivningarna runt San Miguel är i huvudsak ett öppet busklandskap.